# 恵山 (火山)

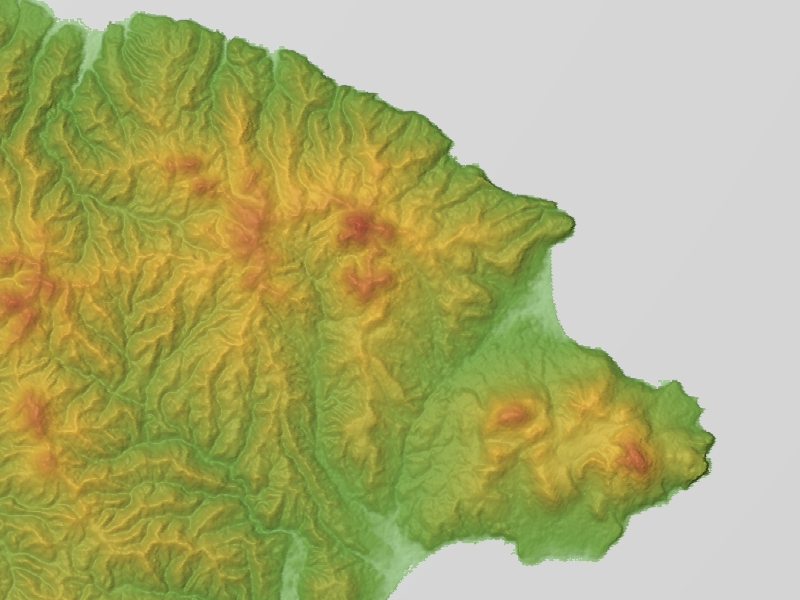
地形図。右下が恵山火山。右は恵山丸山火山

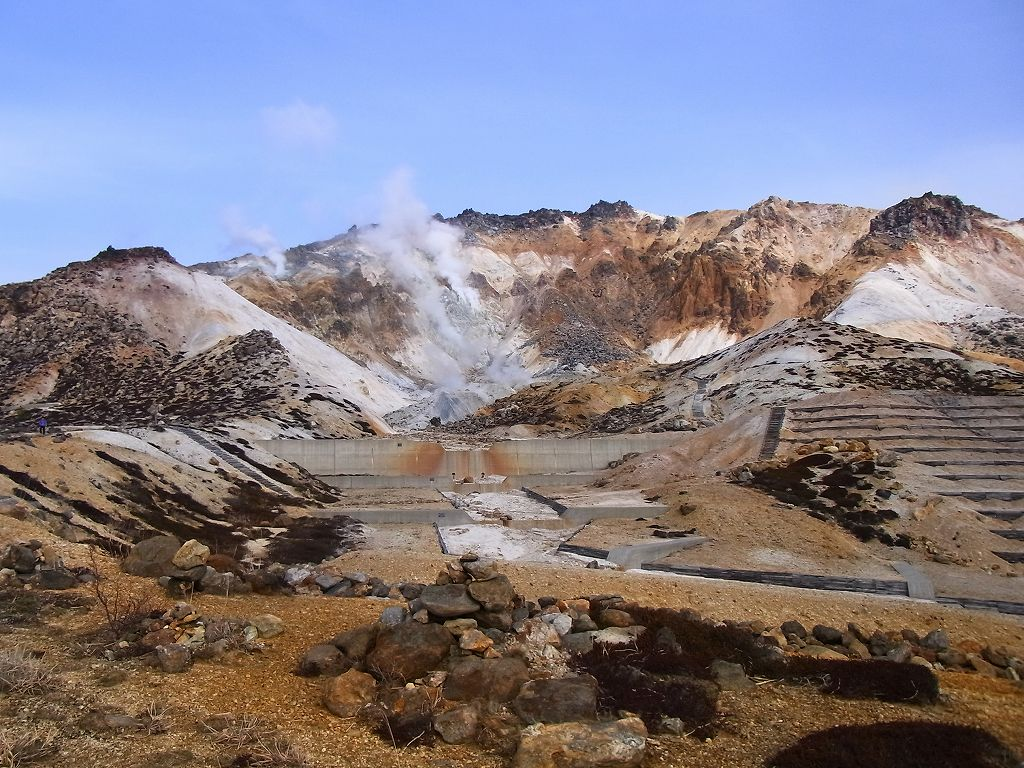
賽ノ河原より望む恵山

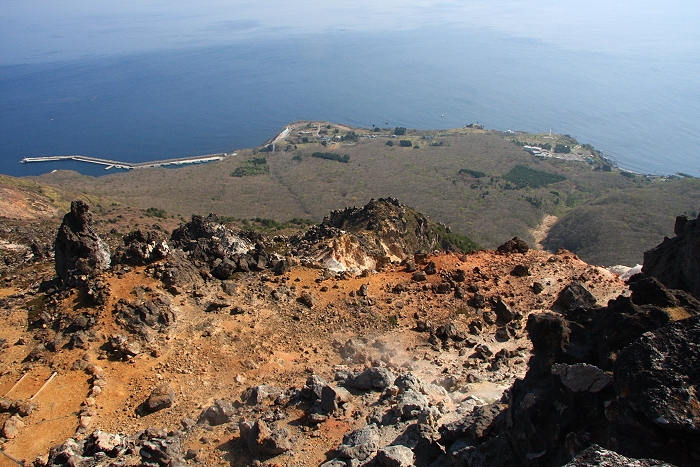
山頂より俯瞰する恵山岬

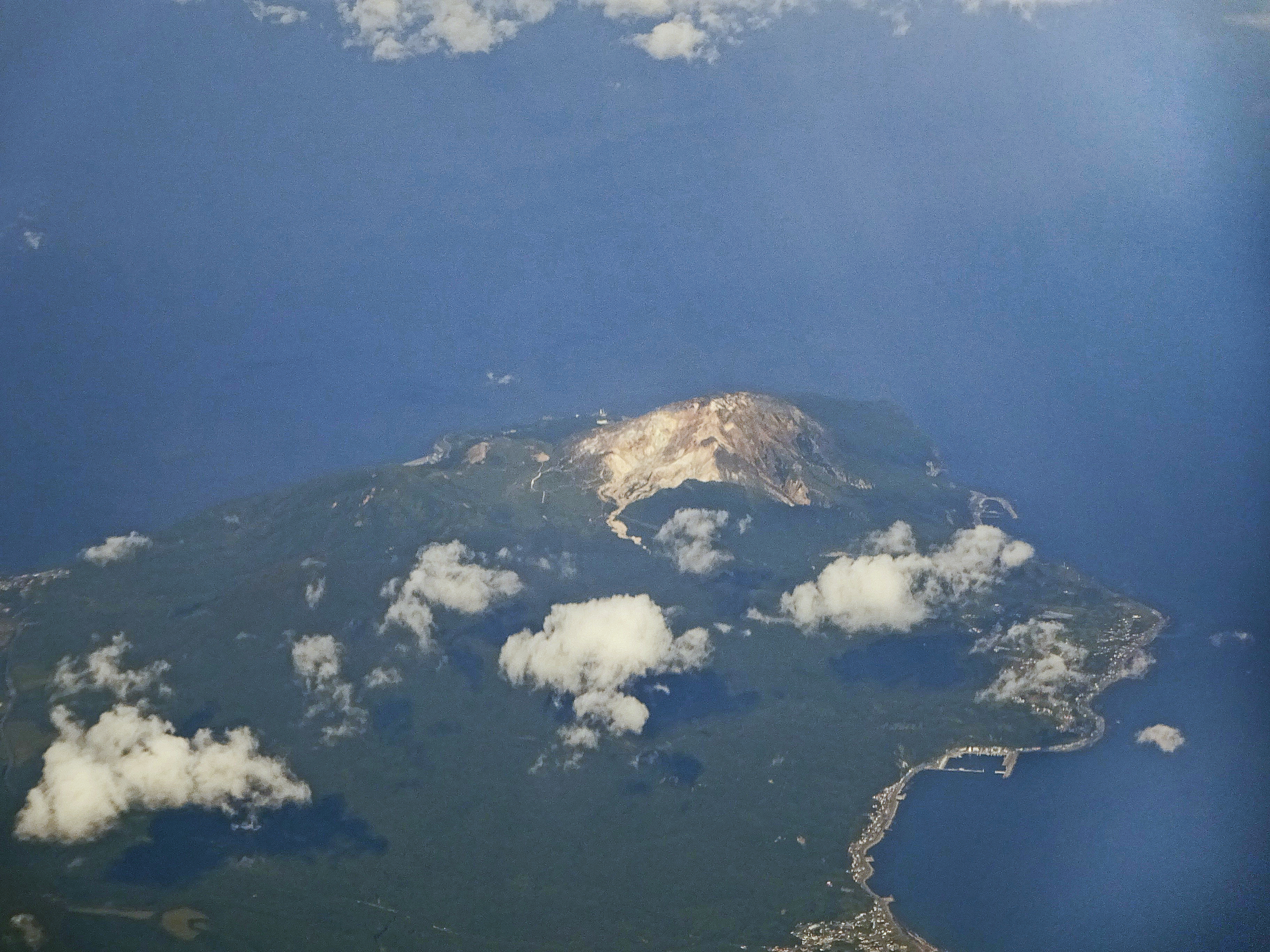
恵山を西方から空撮（2022年）

恵山（えさん）は、北海道函館市にある標高618 mの活火山。常時観測火山。渡島半島の東南端で太平洋に突き出すように位置する。山頂には三等三角点（点名「恵山」）が設置されている。恵山道立自然公園に指定されているほか、新日本百名山、北海道百名山、北海道の百名山に選定されている。
名前はアイヌ語の「エサ・ニ」（岬）に由来する。

## 概要
恵山火山は新第三紀緑色凝灰岩層を基盤とする外輪山熔岩と円頂丘熔岩とからなる二重式火山である。噴気や地熱などの影響により、山腹中部から上部では植生が乏しく、赤茶けた火山の地肌が露出しており異観を放っている。荒々しい山容や溶岩、噴気の様子から古くから信仰の対象となっており、下北半島の恐山と並ぶ霊場ともなっている。エゾイソツツジやサラサドウダンなどの高山植物も群生し、春はエゾヤマツツジ、秋は紅葉の景勝地となっている。こうした地質学的な景観などの評価から、周囲は恵山道立自然公園に指定されている。
海岸線に沿って走る国道278号は、恵山の西側を迂回しており、周回路として補完する北海道道231号椴法華港線、北海道道635号元村恵山線は山腹東側の急峻な海食崖により分断されている。
乏しい植生や脆弱な斜面という条件により、渓流部における土砂の生産、流出は極めて活発である。旧恵山町側の各渓流では、土砂災害を防止するための砂防工事や治山工事が盛んに行われている。

## 火山活動
北海道駒ヶ岳周辺で行われた発掘調査により7層の噴出物が見つかっている。噴火活動は、数千年から1万年程度の活動周期があるとされているが、活動周期に関しては精度の高いデータが無く判断は出来ないとする見解がある。また、活動休止期間と噴出量に相関はないとする研究がある。
- 約4万から5万年前に始まり、安山岩質の溶岩ドームを形成しながら周囲に火砕流や火砕サージを流下させる活動があった。
- 約8700年前の元村噴火で大規模な火砕流により山麓に台地が作られるとともに、恵山溶岩ドームが形成された。
- 6000年前、3000年前、2500年前、600年前にも火山活動が起こり、約3000年の噴火以外で火砕流や火砕サージが 発生した。約2500年前の活動では恵山ドームの山体崩壊により岩屑なだれが発生した。

有史以降の活動は、
- 1764年（明和元年） 旧暦7月 - 噴気活動活発化、死者多数
- 1846年（弘化3年）11月18日 - 水無沢火口から小規模な水蒸気噴火。泥流発生。家屋被害、死者多数。
- 1874年（明治7年）6月8日 - 大地獄火口から小規模な水蒸気噴火。総噴出物量0.0001km3。火山爆発指数:VEI1

で、ほかに1857年（安政4年）5月21日に噴気が活発になり硫黄燃焼、1845年 (弘化2年) 新暦7月15日、 1876年 (明治9年)、 1962年（昭和37年）に硫黄燃焼があった。

## 災害対策
かつては火山防災会議協議会により対策の協議が行われたが、市町村合併に伴い函館市防災会議が火山灰、火砕流、火山弾、火山ガスなどの災害想定と災害対策立案を行っている。
また、津軽海峡を隔てた青森県の下北半島で、建設中の大間原子力発電所の立地検討の際には、恵山山体崩壊による津波を想定した検討が行われた。

## 観測態勢
地震計、傾斜計、空振計、GPS、遠望カメラを設置し24時間体制の観測が行われている。

## 登山
2020年（令和2年）5月15日に函館市在住の高校生が下山途中で行方不明になっている。

## 参考書籍
- 石丸聡：北海道の火山における土砂災害とその対策 : 十勝岳・恵山・駒ケ岳・有珠山・雌阿寒岳 (特集 火山災害は噴火だけじゃない) 古今書院, 地理 59(5), 26-33,図巻頭1, 2014-05, ISSN 0577-9308